# Rue Všehrdova
La rue Všehrdova est une voie de Prague. Située dans le quartier de Malá Strana, elle s'étend de la rue Vítězna à la rue Újezd en passant par la rue Říční.

## Origine du nom
Elle porte le nom de l'écrivain, avocat et doyen de l'université Charles de Prague, Viktorin Cornel de Všehrdy (1460-1520), qui était propriétaire de maisons aux numéros 448/12 et 449/14.

## Historique
Le bâtiment le plus ancien de la rue est l’église Saint-Jean-Baptiste fondée en 1142. Il y avait des jardins, des moulins et une briqueterie dans et autour de la rue. 
Les noms de la rue ont changé:
- XVIIIe siècle
  - « Hôpital » d'après l'hôpital
  - « U Zbrojnice » ou « Zbrojní »
  - une partie de la rue Vsehrdovy s'appelait « Cihelna »
- depuis 1945, toute la rue s'appelle « Všehrdova ».

## Bâtiments remarquables et lieux de mémoire
- Maison bourgeoise - No 8, Říční 2 [2]
- Maison à la croix blanche - No 11, Besední 5 [3]
- Maison Ve Mlejnku - No 12 [4]
- Maison Aux Cire, À La Maison Blanche - No 13 [5]
- Maison à la Croix-Rouge - No 15 [6]
- Église Saint Jean Baptiste - Vsehrdov
- Hôtel Kampa - No 16 [7]
- restaurant Tlustá myš - No 19 [8]

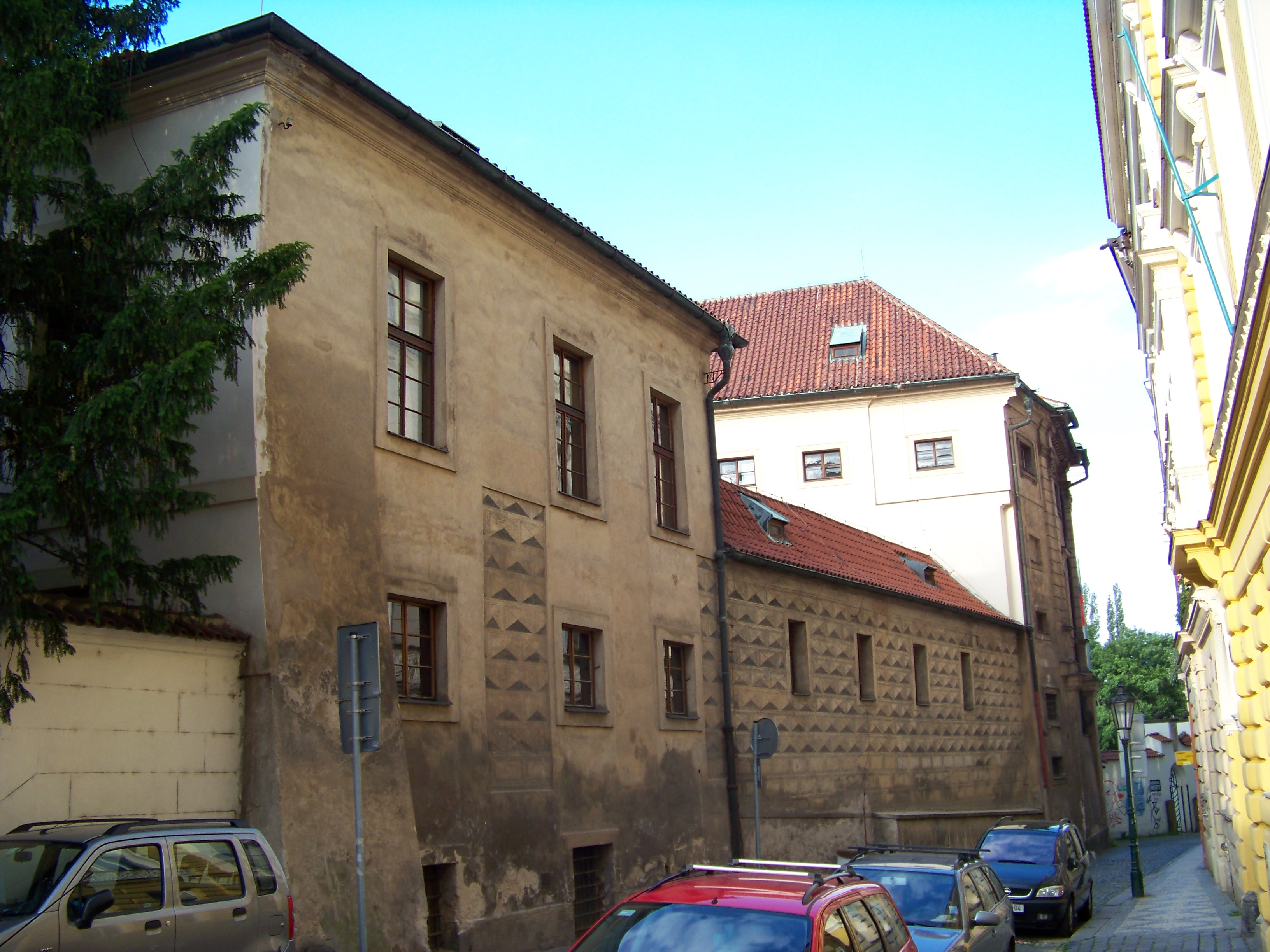
Palais Michna
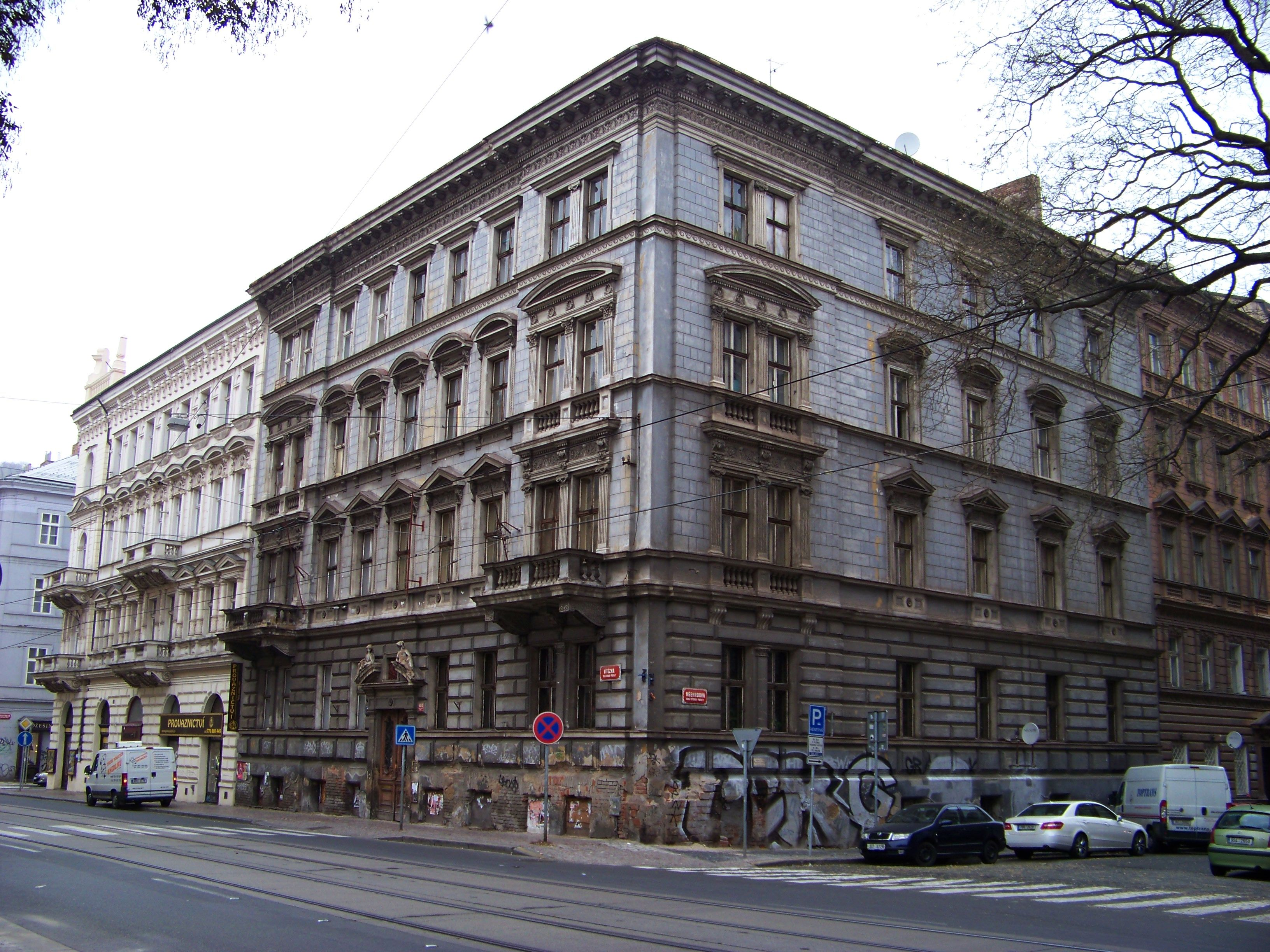
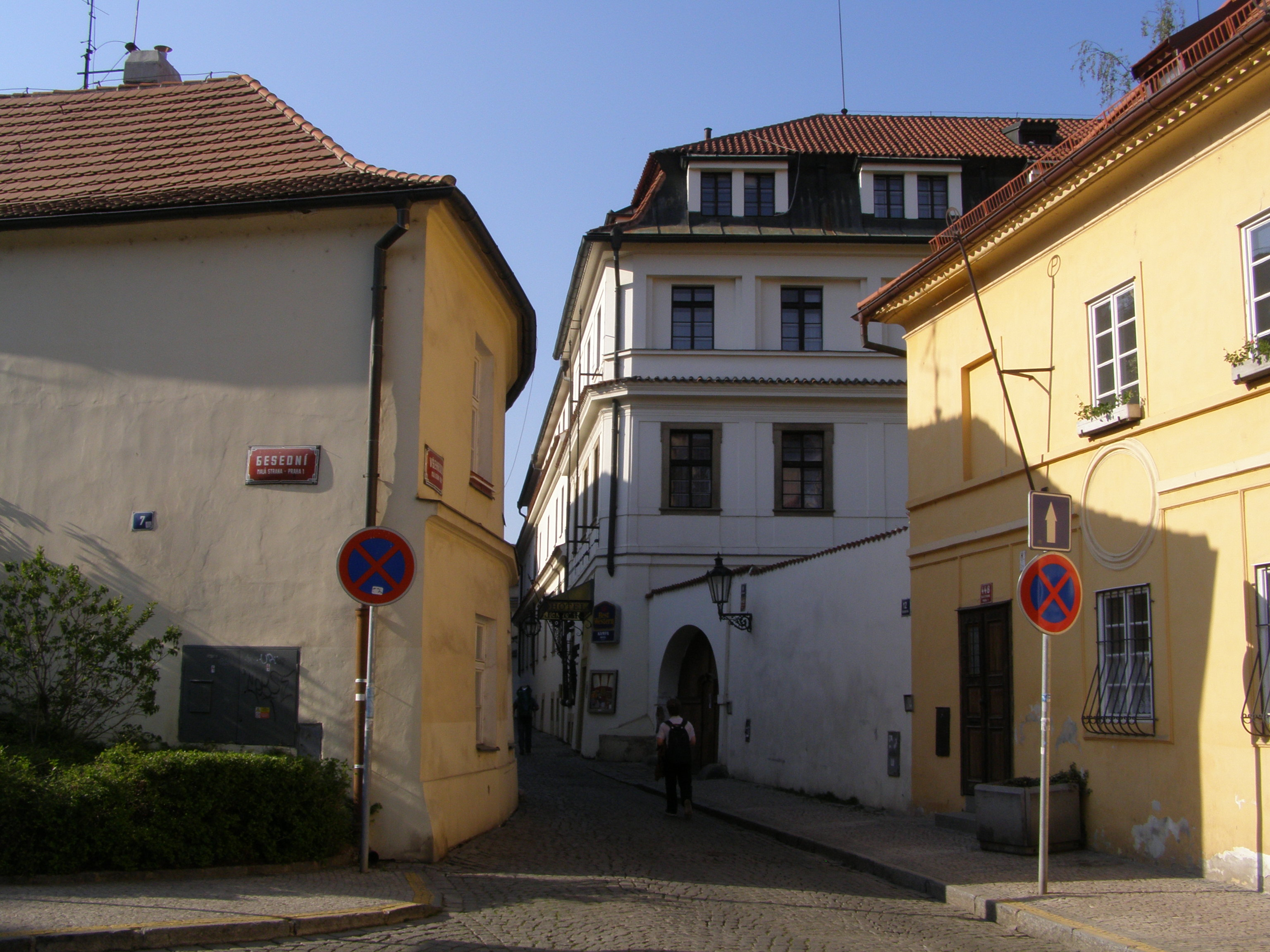
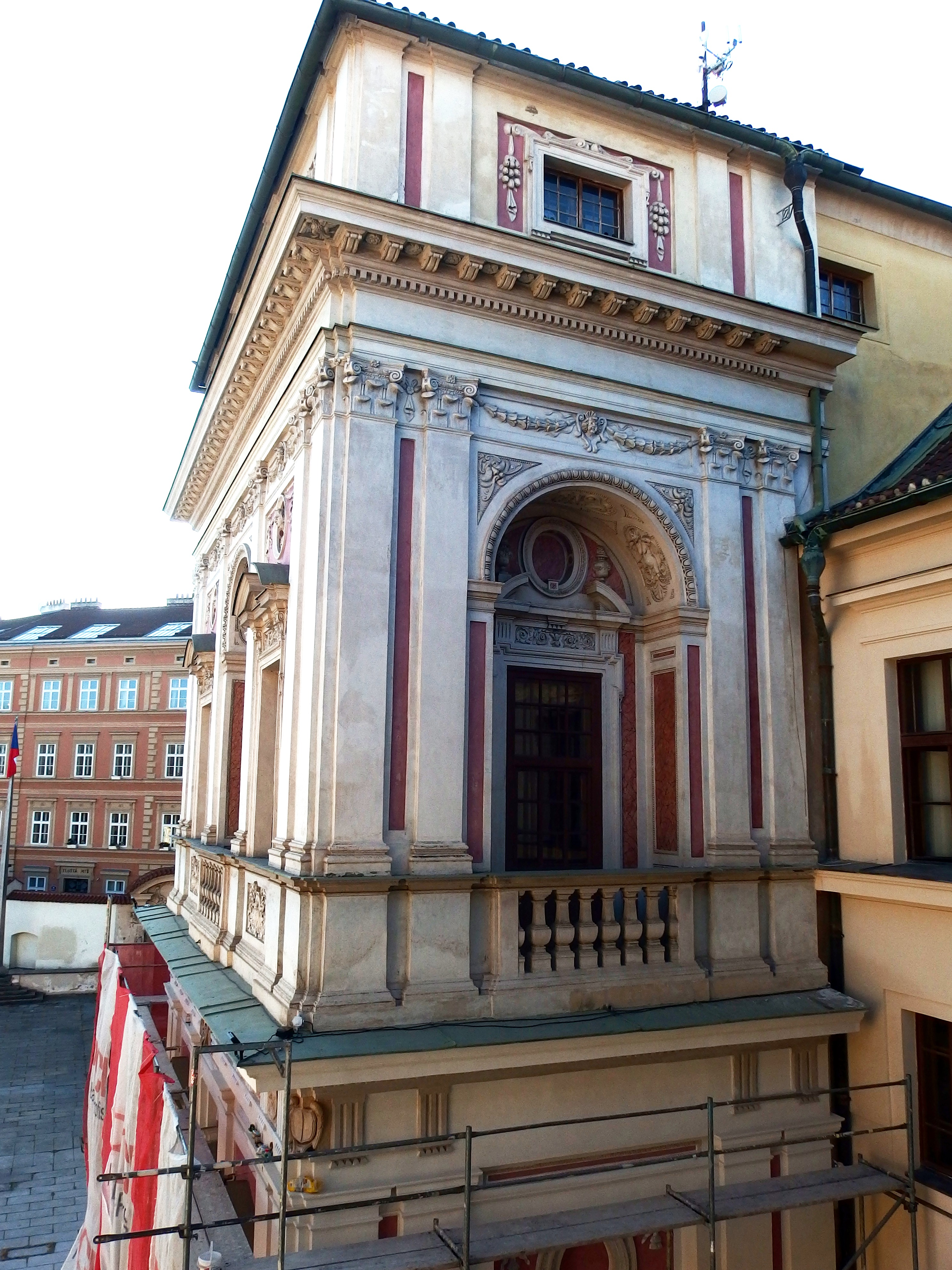
Palais Michnovsky
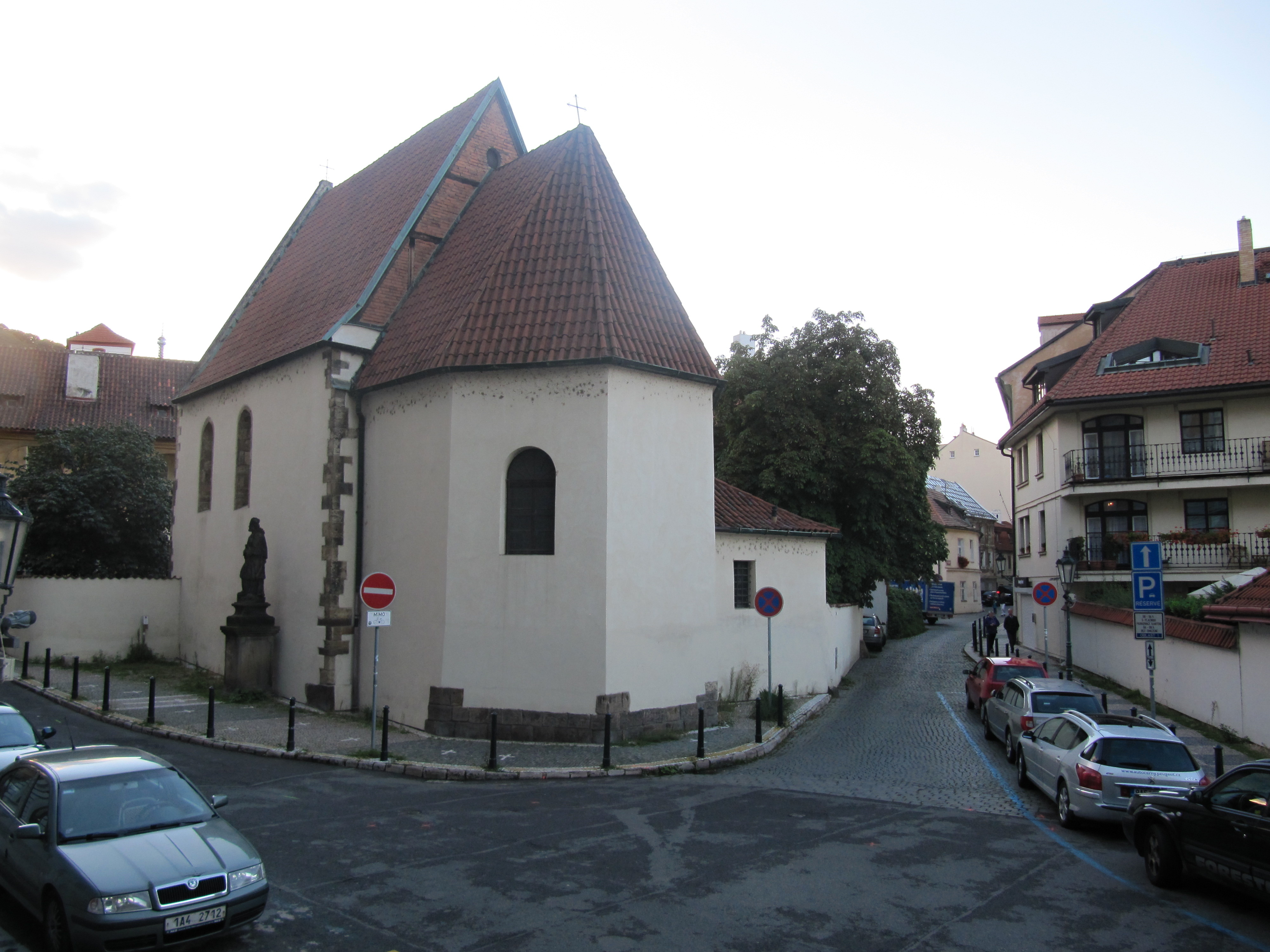
Église St Jean Baptiste
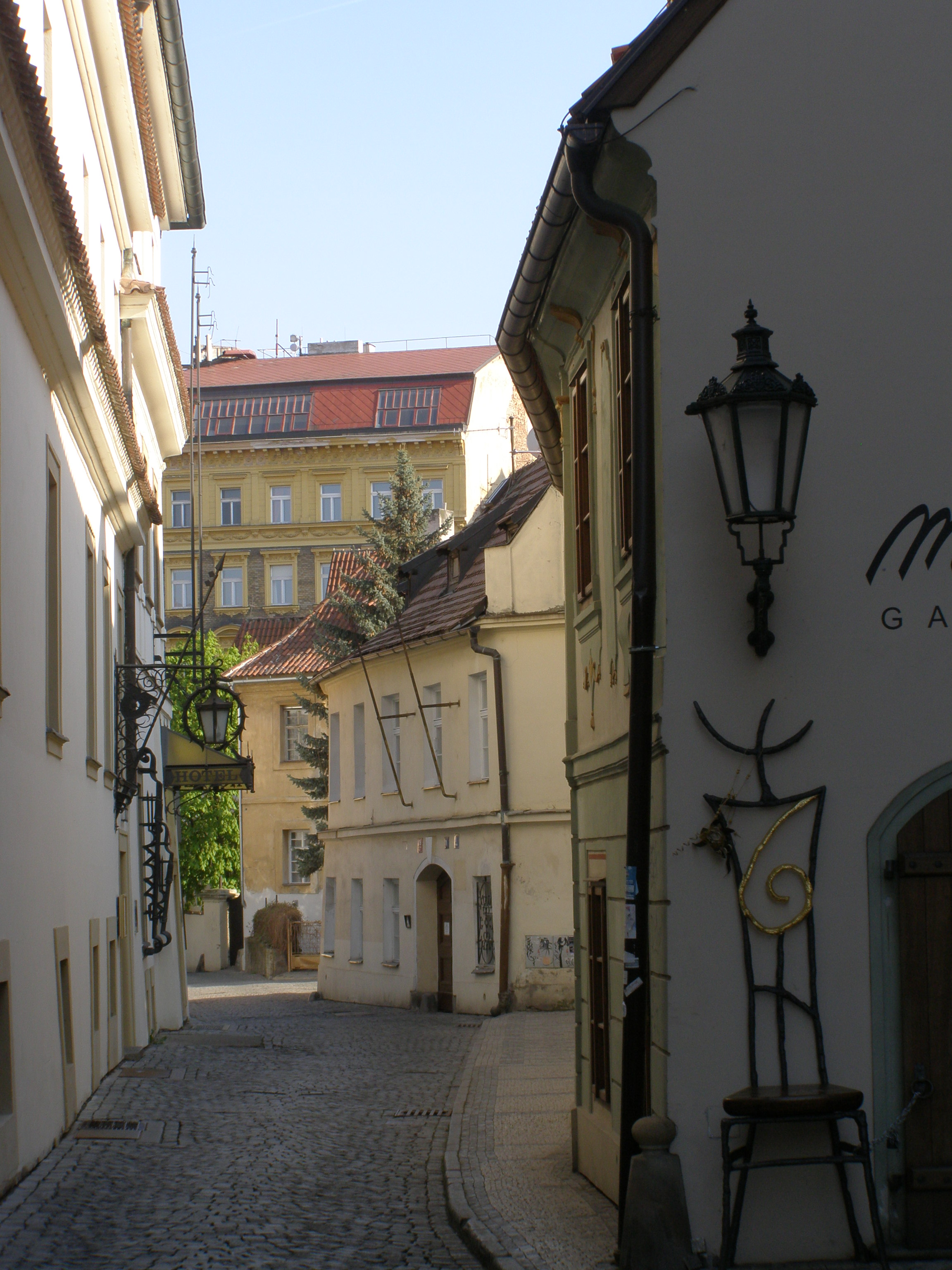